# Cisterna Basilica
La Cisterna Basilica (in lingua turca Yerebatan Sarnıcı oppure Yerebatan Sarayı, letteralmente "palazzo sommerso") è la più grande cisterna sotterranea ancora conservata ad Istanbul.

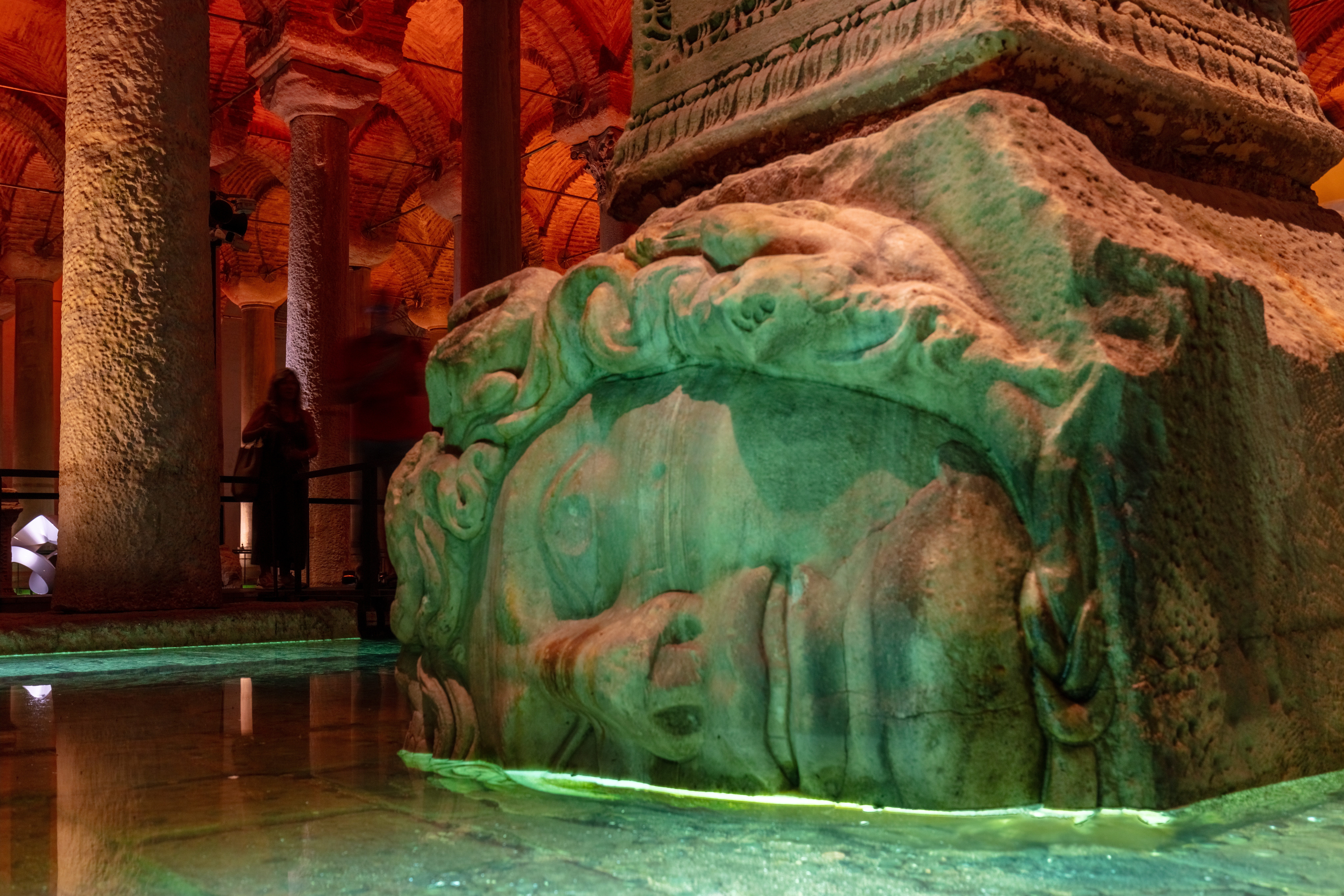
Testa colossale di Medusa riusata come base di colonna

## Storia
La cisterna fu costruita nel 532 dall'imperatore Giustiniano I durante il periodo più prospero dell'Impero romano d'Oriente, ampliando e rivoluzionando una struttura preesistente risalente all'epoca della reggenza dell'imperatore Costantino.
La cisterna era alimentata dall'acquedotto di Valente, un acquedotto, tra i più lunghi della romanità, che portava acqua fin dalla foresta di Belgrado e poteva contenere fino ad 80 milioni di litri d'acqua.
L'acqua proveniente dalla cisterna serviva i ricchi palazzi della zona. Dopo la conquista di Costantinopoli, nel 1453, l'acqua serviva ad irrigare i giardini del palazzo di Topkapı, residenza dei sultani. Successivamente la cisterna cadde in disuso, poiché gli Ottomani, ligi alle rigide regole islamiche, preferivano l'utilizzo dell'acqua corrente rispetto a quella proveniente da pozzi o cisterne.
Dimenticata durante il Medioevo, fu riscoperta casualmente tra il 1544 e il 1550 dal viaggiatore olandese P. Gyllius nel corso di ricerche archeologiche sulle rovine di Bisanzio. Grazie alle testimonianze dell'archeologo e ai suoi studi pubblicati, la cisterna divenne meta turistica. Fu restaurata una prima volta durante il sultanato di Ahmed III (1723) dall'architetto Kayserili Mehmet Ağa e una seconda volta durante il sultanato di Abdulhamid II (1876-1909).
La struttura, fortemente degradata, è stata oggetto di restauro nel 1987 e rivalutata turisticamente tanto da assurgere a monumento simbolo di Istanbul.
Un'altra massiccia ripulitura è stata effettuata nel maggio del 1994, mentre nel 2018 è stato avviato un ulteriore restauro e consolidamento dell'opera, terminato nel 2022; con l'occasione è stato disegnato un nuovo percorso di visita della cisterna e riprogettata l'illuminazione con il contributo dello studio turco "Atelye 70", dell'azienda turca "TEPTA Lighting" e di due studi romani, "Insula architettura e ingegneria" e "Studioillumina" che ha contribuito alla valorizzazione delle strutture archeologiche sotterranee.

## Descrizione
La cisterna si presenta come un vastissimo spazio sotterraneo di circa 140 metri per 70, in cui trovano spazio 336 colonne, disposte in dodici file, alte 9 metri e distanziate l'una dall'altra di 4,80 m. I capitelli sono un misto di stili, risultato di un'opera di spoglio e riutilizzo di materiali provenienti da altri siti; 98 colonne sono in stile corinzio mentre altre sono in stile dorico.
I muri perimetrali sono di mattoni ed hanno uno spessore di 4 metri. La malta utilizzata nella costruzione è speciale ed impermeabile.
Buona parte dei materiali e delle colonne sono elementi di riuso, ne sono testimonianza in particolare due enormi teste di gorgone provenienti probabilmente da un arco monumentale del foro di Costantino, che fanno da base (rovesciate) a due delle colonne di sostegno della volta. Vi è inoltre una caratteristica colonna con decorazioni a goccia proveniente dal Forum Tauri, provenienza confermata dai resti di tali colonne visibili ancora oggi in corrispondenza dell'area dello stesso.
L'ambiente è ancora in ottimo stato conservativo, tanto da mantenere sul fondo acqua sufficiente a far sopravvivere numerosi pesci che tuttavia nel recente restauro sono stati eliminati.

## Nella cultura di massa
- La Cisterna Basilica appare anche nel videogioco del 2011 Assassin's Creed: Revelations. Qui il giocatore può esplorare la cisterna durante una missione chiamata "La Cisterna di Yerebatan".
- Appare nelle fasi finali del romanzo di Dan Brown, Inferno, e nel suo adattamento cinematografico diretto da Ron Howard.
- La struttura è presente anche nel videogioco Dracula 5: Il retaggio di sangue.
- La basilica è stata anche utilizzata come location durante le riprese del film Agente 007, dalla Russia con amore.
- Una delle scene finali del film di Tom Tykwer The International, con Clive Owen e Naomi Watts, è girata proprio in questa Cisterna.